# Фредерик де Хаутман
Фредерик де Хаутман (на нидерландски: Frederick de Houtman) е холандски мореплавател, астроном, изследовател.

## Биография

### Произход и първи плавания (1571 – 1618)
Роден е през 1571 година в Гауда, Холандска република, син на Питер Корнелис и съпругата му Агнес Фредерикс, по-голям брат на Корнелис де Хаутман. През 1595 – 1597 г. участва в първото холандско пътуване до Източните Индии, водено от брат му Корнелис де Хаутман. През 1598 – 1599 г. взема участие и във втората холандска експедиция, ръководена от Якоб ван Нек, по време на която брат му умира, а той е пленен от султана на Аче в северната част на остров Суматра. По време на двегодишното си затворничество изучава местните малайски езици и извършва астрономически наблюдения. След завръщането си в Холандия през 1603 г. издава речник и граматика на няколко малайски езика, заедно с един трактат за съзвездията на южното полукълбо.
През 1603 г. Хутман отново заминава за Източните Индии и става първият холандски губернатор на о-в Амбон (част от Молукските острови, Индонезия) от 1605 до 1611 г. Завръща се в Холандия през 1612 г. и живее в Алкмаар, където става член на градския съвет от 1614 до 1618 г.

### Експедиция до о-в Ява (1618 – 1619)
През 1618 г., на корабите „Дордрехт“ и „Амстердам“, втория командван от Якоб Едел, ръководи холандска експедиция до остров Ява, организирана от Холандската източноиндийска компания. От нос Добра Надежда двамата се насочват на изток, придържайки се между 35 и 37° ю.ш. По този начин те пресичат Индийския океан доста по на юг от своите предшественици и на 19 юли 1619 г., на 32º 30` ю.ш., неочаквано откриват земя – на юг от устието на река Суан, малко на юг от днешния център на Западна Австралия град Пърт и неговия аванпорт Фримантъл. До 2 август Хаутман и Едел плават на север и откриват участък от западния бряг на Австралия („Земя Едел“) с протежение над 400 км, между 32º 30` и 26º 20` ю.ш., с п-ов Едел (26º 20` ю.ш.) и скалите Хаутман (28º 29` ю.ш.). На 19 август 1619 двата кораба пристигат на остров Ява.
С тяхното плаване е свързана и една любопитна подробност. Едел изследва речните наноси по откритото от тях крайбрежие и изказва предположение, че наносите са златоносни. На неговото предположение обаче не е обърнато внимание от Холандската източноиндийска компания. Едва 250 години по-късно в тези райони са открити големи златни залежи и догадките на Едел се потвърждават.

### Следващи години (1619 – 1627)
От 1621 до 1623 г. е губернатор на Молукските острови. През 1624 се завръща в Холандия и отново се установява в Алкмаар, където от 1625 до 1626 г. е алдерман (член на градски съвет).
Умира на 21 октомври 1627 година в Алкмаар на 56-годишна възраст.

## Памет
Неговото име носят о-ви Хаутман (28°43′ ю. ш. 113°47′ и. д. / 28.716667° ю. ш. 113.783333° и. д.) в Индийския океан, край западния бряг на Австралия.